# Honduras op de Olympische Winterspelen 1992
Tijdens de Olympische Winterspelen van 1992, die in Albertville (Frankrijk) werden gehouden, nam Honduras voor de eerste keer deel.

## Deelnemers en resultaten

### Langlaufen
| Olympiër       | Discipline                   | Resultaat | Prestatie                             |
| -------------- | ---------------------------- | --------- | ------------------------------------- |
| Jenny Palacios | 5 km klassiek (v)            | 62e       | 23.21,5 (+9.07,7)                     |
| Jenny Palacios | 15 km klassiek (v)           | 50e       | 1:10.09,2 (+27.48,4)                  |
| Jenny Palacios | achtervolging 5 km+10 km (v) | 58e       | +22.55,9 (5 km:23.21 + 10 km:39.42,6) |

Algerije · Amerikaanse Maagdeneilanden · Andorra · Argentinië · Australië · België · Bermuda · Bolivia · Brazilië · Bulgarije · Canada · Chili · China · Chinees Taipei · Costa Rica · Cyprus · Denemarken · Duitsland · Estland · Filipijnen · Finland · Frankrijk · Gezamenlijk team · Griekenland · Groot-Brittannië · Honduras · Hongarije · Ierland · IJsland · India · Italië · Jamaica · Japan · Joegoslavië · Kroatië · Letland · Libanon · Liechtenstein · Litouwen · Luxemburg · Marokko · Mexico · Monaco · Mongolië · Nederland · Nederlandse Antillen · Nieuw-Zeeland · Noord-Korea · Noorwegen · Oostenrijk · Polen · Puerto Rico · Roemenië · San Marino · Senegal · Slovenië · Spanje · Swaziland · Tsjecho-Slowakije · Turkije · Verenigde Staten · Zuid-Korea · Zweden · Zwitserland